# Else Hoog
Else Hoog (1937) is een Nederlands vertaalster die in 1971 de Martinus Nijhoffprijs won voor haar vertalingen uit het Engels van Britse en Amerikaanse auteurs. Van 1998 tot en met 2003 was ze zelf lid van de jury die deze prijs toekent.
Else Hoog is de weduwe van schrijver en journalist Rinus Ferdinandusse.

## Vertaald werk (laatste edities)
- 2013: Een geschiedenis van de wereld in 10 1/2 hoofdstuk (vertaling van Julian Barnes' A History of the World in 10½ Chapters).
- 2012: Flauberts papegaai (vertaling van Julian Barnes' Flaubert's Parrot).
- 2012: Slachthuis vijf, of De kinderkruistocht (vertaling van Kurt Vonneguts Slaughterhouse-Five).
- 2011: Alle verhalen (Roald Dahl).
- 2011: Op weg naar de hemel (vertaling van Kiss Kiss van Roald Dahl).
- 2010: De geweldenaars (vertaling van The Violent Bear It Away van Flannery O'Connor).
- 2009: Portnoy's klacht (vertaling van Philip Roths Portnoy's Complaint).
- 2009: Vaarwel mijn lief (luisterboek, vertaling van Farewell, My Lovely van Raymond Chandler).
- 2009: Zuckerman gebonden (vertaling van Philip Roths Zuckerman Bound).
- 2008: Een kerstvertelling (vertaling van Charles Dickens' A Christmas Carol).
- 2008: Het portret van Dorian Gray (vertaling van Oscar Wildes Het portret van Dorian Gray}.